# Мужчина в ванной (картина)
«Мужчина в ванной» (фр. Homme au bain, англ. Man at his bath) — картина, написанная французским художником Гюставом Кайботтом (Gustave Caillebotte, 1848—1894) в 1884 году. Она является частью собрания Музея изящных искусств в Бостоне. Размер картины — 144,8 × 114,3 см.

## История
Картина «Мужчина в ванной» была написана Кайботтом в 1884 году, а в 1888 году она была отправлена на брюссельскую выставку Общества XX (Les XX или Les Vingt). Поскольку картина с изображением обнажённого мужского тела создавала определённые проблемы для организаторов выставки, она была удалена из зала общего доступа в другое, недоступное для посетителей помещение.
После смерти Гюстава Кайботта, последовавшей в 1894 году, картина перешла во владение его родственников, и до 1967 года оставалась в Париже, будучи собственностью семьи Шардо (Chardeaux, потомки Марсиаля Кайботта, брата художника). В 1967 году она была продана Бернару Лоренсо (Bernard Lorenceau, совладелец галереи Brame & Lorenceau), который в том же году перепродал её частному коллекционеру из Швейцарии. Согласно некоторым источникам, она находилась в коллекции Самюэля Жозефовица (Samuel Josefowitz) из Лозанны.
В 2011 году картина «Мужчина в ванной» была куплена Музеем изящных искусств Бостона за сумму около 17 миллионов долларов. Чтобы собрать средства на покупку этой картины, музею пришлось продать на аукционе Sotheby's восемь картин, среди которых были полотна Ренуара, Моне, Гогена, Писсарро, Сислея (2), Мофра и Верещагина.
| Картины, проданные Бостонским музеем изящных искусств - Камиль Писсарро, Вид из окна художника, Эраньи, 1885 - Альфред Сислей, Хмурое утро в Сент-Маме, около 1880 - Максим Мофра, Порыв ветра, 1899 - Поль Гоген, В лесу, 1884 - Клод Моне, Форт в Антибе, 1888 - Пьер Огюст Ренуар, Портрет молодой женщины, около 1890 - Альфред Сислей, Сент-Мам: утро, 1881 - Василий Верещагин, Жемчужная мечеть в Дели, конец 1880-х |

## Описание
На картине изображён обнажённый мужчина, стоящий спиной к зрителю. Он тщательно вытирается белым полотенцем — по-видимому, непосредственно после того, как принял ванну, о чём свидетельствуют его мокрые следы на полу. Его одежда лежит на деревянном стуле, стоящем у белой занавески. Другое белое полотенце (или предмет одежды) валяется на полу. Сама ванна изображена в правой части картины — она находится в углу комнаты.